# Archeologia Żywa
Archeologia Żywa – czasopismo popularnonaukowe poświęcone archeologii i naukom pokrewnym. Wydawane od 1996 do 1 IV 2012, a następnie od stycznia 2017 r. do dziś. Aktualna siedziba redakcji znajduje się we Wrocławiu. 
Założycielem, pierwszym wydawcą i redaktorem naczelnym do 2001 roku był Przemysław Wielowiejski, adiunkt w Instytucie Archeologii Uniwersytetu Warszawskiego. Jego następcą w latach 2002–2007 był Jan Michalski. W okresie 1996–2012 r. czasopismo omawiało najnowsze odkrycia polskich i zagranicznych archeologów oraz różne zagadnienia historyczne. Zamieszczało wywiady ze znanymi badaczami oraz opisywało, co dzieje się w światowej archeologii. Zamieszczało sprawozdania z imprez archeologicznych z kraju i ze świata. 
Na początku czasopismo ukazywało się jako kwartalnik, następnie do numeru 1 (59) 2012 jako dwumiesięcznik, a od 2 (60) 2012 jako miesięcznik. Do numeru 2 (21) 2002 „Archeologia Żywa” miała 52 strony i układ dwuszpaltowy, a od 3 (22) 2002 układ trzyszpaltowy i 60 stron. Od nr 2 (42) 2009 magazyn był wydawany w nowej szacie graficznej i miał 64 + 4 strony oraz 8 tys. nakładu. Ostatnim redaktorem naczelnym pierwszego okresu wydawania czasopisma był Błażej Stanisławski.
Po reaktywacji czasopisma (pierwszy numer - 1 (63) 2017) redaktorem naczelnym został Paweł Konczewski, pełniąc tę funkcję do końca 2021 r. Siedziba redakcji pozostała we Wrocławiu, nie zmienił się również wydawca. Nowa wersja pisma publikowana jest jako kwartalnik i początkowo miała 88 stron. Od początku 2022 roku obowiązki redaktora naczelnego przejął Radosław Biel.
Wraz z nową odsłoną każdy numer czasopisma nosi temat przewodni, któremu poświęcona jest zwykle większa część tworzących go artykułów. Poza tekstami opisującymi różne zagadnienia archeologiczne i historyczne związane z tematem numeru, pojawiają się również artykuły poświęcone najnowszym odkryciom polskich badaczy w kraju i na świecie, miejscom wartym odwiedzenia czy historii archeologii. Od numeru 1 (67) 2018 do 2 (88) 2023 funkcjonował stały cykl tekstów poświęconych tzw. archeokuchni, w których umieszczano przepisy kulinarne bazujące na starożytnych przepisach i archeologii eksperymentalnej. Od numeru 1 (91) 2024 rozpoczęto nowy cykl pt. „Poczet Odtwórców Polskich”, w którym prezentowane są sylwetki postaci z pradziejów i historii odtwarzane przez polskie grupy rekonstrukcyjne. Od pierwszego numeru w 2023 roku zmniejszono o 8 liczbę stron w czasopiśmie, do 80. Rok później, wraz z pierwszym numerem w 2024 roku zwiększono liczbę stron o 4, do 84. 
Poza tworzeniem czasopisma redakcja zajmuje się również prowadzeniem własnych badań naukowych, a także popularyzacją archeologii w Internecie i na wydarzeniach kulturalnych, w tym organizowanym przez siebie Spotkaniu Miłośników Archeologii Żywej (w skrócie SMAŻ). Co roku redakcja we współpracy z zaproszonymi gośćmi organizuje doroczne podsumowanie najważniejszych odkryć i wydarzeń polskiej archeologii w ramach plebiscytu „Archeologiczne Sensacje”. Redaktor naczelny Radosław Biel jest również pomysłodawcą i prowadzącym cyklu webinarów pt. „Kontekst”, do którego zapraszani są polscy archeolodzy i naukowcy z pokrewnych dyscyplin, aby w trakcie internetowej transmisji na żywo przybliżać wyniki swoich badań. 

## Lista numerów po reaktywacji i ich tematów przewodnich
Po reaktywacji wydano numery o następującej tematyce:
| Numer       | Tytuł                              | Liczba stron |
| ----------- | ---------------------------------- | ------------ |
| 1 (63) 2017 | Powstania, wojny, rebelie          | 88           |
| 2 (64) 2017 | Sen, śmierć, zaświaty              | 88           |
| 3 (65) 2017 | Nie tylko łopatą                   | 88           |
| 4 (66) 2017 | Wędrówki ludzi, idei, rzeczy       | 88           |
| 1 (67) 2018 | Przyjaźń, miłość, seks             | 88           |
| 2 (68) 2018 | Zwierzęta-ludzie. Kto kogo oswoił? | 88           |
| 3 (69) 2018 | Grody, zamki, twierdze             | 88           |
| 4 (70) 2018 | 100 lat to tak mało                | 88           |
| 1 (71) 2019 | Wino, muzyka, śpiew                | 88           |
| 2 (72) 2019 | Nie szata zdobi człowieka          | 88           |
| 3 (73) 2019 | Skarby, depozyty, unikaty          | 88           |
| 4 (74) 2019 | Co skrywają lasy?                  | 88           |
| 1 (75) 2020 | Zapisane na skałach                | 88           |
| 2 (76) 2020 | Tajemnice świętych miejsc          | 88           |
| 3 (77) 2020 | Barbarzyńcy                        | 88           |
| 4 (78) 2020 | Epoka kamienia                     | 88           |
| 1 (79) 2021 | Epidemie, choroby, patologie       | 88           |
| 2 (80) 2021 | Początki miast                     | 88           |
| 3 (81) 2021 | Mumie, kości, geny                 | 88           |
| 4 (82) 2021 | Rycerze, dziewice, smoki           | 88           |
| 1 (83) 2022 | Jeziora, rzeki, morza              | 88           |
| 2 (84) 2022 | Hazard, gry, zabawy                | 88           |
| 3 (85) 2022 | Dawne konflikty                    | 88           |
| 4 (86) 2022 | Polskie odkrycia za granicą        | 88           |
| 1 (87) 2023 | Władczynie i władcy                | 80           |
| 2 (88) 2023 | Chaty, domy, mieszkania            | 80           |
| 3 (89) 2023 | Wielkie szlaki handlowe            | 80           |
| 4 (90) 2023 | Za murami                          | 80           |
| 1 (91) 2024 | Kobiety w przeszłości              | 84           |